# (7046) Reshetnev
(7046) Reshetnev (1977 QG2) – planetoida z pasa głównego asteroid okrążająca Słońce w ciągu 5 lat i 93 dni w średniej odległości 3,02 j.a. Została odkryta 20 sierpnia 1977 roku w Krymskim Obserwatorium Astrofizycznym w Naucznym na Półwyspie Krymskim przez Nikołaja Czernycha.